# Mali Iđoš
Mali Iđoš (en serbe cyrillique : Мали Иђош ; en hongrois : Kishegyes) est une localité et une municipalité de Serbie situées dans la province autonome de Voïvodine. Elles font partie du district de Bačka septentrionale. Au recensement de 2011, la localité comptait 4 830 habitants et la municipalité dont elle est le centre 11 926.
Le nom de la ville signifie le « petit Iđoš », pour la distinguer la ville d'Iđoš, dans le Banat septentrional. Mali Iđoš est officiellement classé parmi les villages de Serbie.

## Géographie

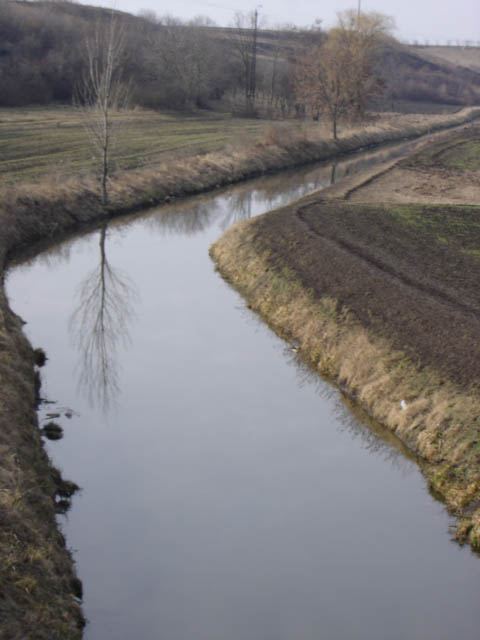
La Krivaja près de Mali Iđoš

## Histoire
Le nom de Kishegyes est mentionné pour la première fois en 1476. La localité fut totalement détruite par les Ottomans au XVIe siècle. Elle fut repeuplée en 1769 par 81 familles hongroises catholique venues de Békésszentandrás.
La région, riche de son agriculture, vit sa population augmenter jusque dans les années 1980. Mais, par la suite, l'économie locale fut ruinée et beaucoup de jeunes gens commencèrent à émigrer en Hongrie. Après les guerres en Croatie et en Bosnie-Herzégovine (1995-1996), des réfugiés serbes vinrent s'y installer. Il existe de fait des tensions entre les Hongrois précédemment installés et les nouveaux arrivants serbes[réf. nécessaire].

## Localités de la municipalité de Mali Iđoš

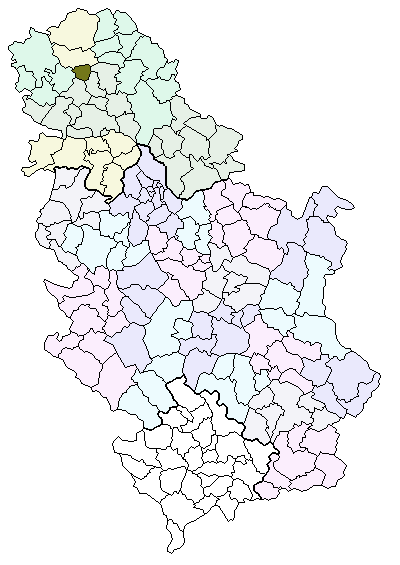
Localisation de la municipalité de Mali Iđoš en Serbie
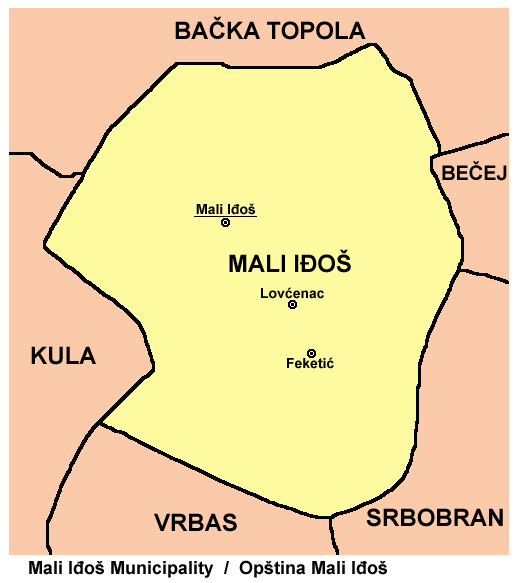
Localités de la municipalité de Mali Iđoš

La municipalité de Mali Iđoš compte 3 localités :
- Lovćenac
- Mali Iđoš
- Feketić

Toutes les localités, y compris Mali Iđoš, sont officiellement considérées comme des « villages » (село/selo).

## Démographie

### Localité

#### Évolution historique de la population dans la localité
| 1948  | 1953  | 1961  | 1971  | 1981  | 1991  | 2002  | 2011  |
| ----- | ----- | ----- | ----- | ----- | ----- | ----- | ----- |
| 6 989 | 6 803 | 6 860 | 6 603 | 6 271 | 5 803 | 5 465 | 4 830 |

### Municipalité

#### Répartition de la population dans la municipalité (2002)
Mali Iđoš (Kishegyes) et Feketić (Bácsfeketehegy) ont une majorité de peuplement hongroise. Lovćenac est peuplée majoritairement par des Monténégrins.

## Politique
À la suite des élections locales serbes de 2008, les 25 sièges de l'assemblée municipale de Titel se répartissaient de la manière suivante, :
| Parti                                | Sièges |
| ------------------------------------ | ------ |
| Coalition hongroise                  | 12     |
| Parti démocratique                   | 7      |
| Parti radical serbe                  | 3      |
| Parti socialiste de Serbie et alliés | 2      |
| Parti monténégrin                    | 1      |

Robert Čore, membre de la Coalition hongroise d'István Pásztor, a été élu président (maire) de la municipalité,.

## Tourisme
Le plus ancien édifice de Mali Iđoš (Kishegyes) est l'église catholique Sainte-Anne, construite en 1788 dans un style baroque.
Un obélisque commémore la bataille de Kishegyes.
La région est également riche en curiosités naturelles, notamment les murs de lœss des collines de la Telečka.

## Transport
- Route nationale 22.1

## Personnalités
La chanteuse hongroise Magdolna Rúzsa a grandi à Mali Iđoš (Kishegyes) ; elle a représenté la Hongrie au Concours Eurovision de la chanson 2007 à Helsinki, Finlande.

## Coopération internationale
- Isaszeg (Hongrie)